# Joey Valence & Brae
Joey Valence & Brae es un dúo estadounidense de hip-hop formado por los cantantes Joseph Bertolino y Braedan Lugue.

## Historia
Bertolino y Lugue se conocieron durante su primer año en la Universidad Estatal de Pensilvania, donde se hicieron amigos y comenzaron a crear música juntos. Su primer sencillo "Crank It Up" fue lanzado en el 2021.
Su séptimo sencillo "Punk Tactics" fue lanzado en 2022. La canción se comparó con la música de los Beastie Boys y canciones alternativas de hip-hop más antiguas, con frecuentes referencias a videojuegos y memes de Internet, y se volvió viral en las redes sociales.
En febrero de 2022, el dúo apareció como invitados especiales en The Ellen DeGeneres Show.

## Discografía

### Individuales
- Crank It Up (2021)
- Underground Sound (2021)
- Like What (2021)
- I'm Fresh (2021)
- Double Jump (2021)
- Ready Set (2022)
- Punk Tactics (2022)
- Hooligang (2022)
- Startafight (2022)
- Watch Yo Step (2022)
- Tanaka (2022)
- Tanaka 2 (2022, con Logic)
- Sandwich Club (2022)
- Drop!! (2023)
- Dance Now (2023)
- Kill Bill (2023)
- Gumdrop (2023)
- Tactix (2023, con Eptic)
- RN (2023)
- Fracture (2023, con Flux Pavilion)
- Heard It Like This (2023, con ACRAZE)
- Can't Stop Now (2023)
- WHERE U FROM (2024)
- JOHN CENA (2024)

### Giras
- JVB Welcome To The Club Tour (2023)[4]
- PUNK TACTICS Tour (2024)